# Нортхемптон Сеинтс
Нортхемптон Сеинтс (енгл. Northampton Rugby Football Club) је енглески рагби јунион клуб из Нортхемптона који се такмичи у Премијершип-у. Свеци су један од четири енглеска рагби клуба који су освојили титулу шампиона Европе. То им је пошло за руком 2000. када су у неизвесном финалу савладали ирски Манстер са 9-8. Боје Нортхемптона су зелена и црна, капитен екипе је Дилан Хартли који игра на позицији број 2 ( талонер ), а највећи ривал им је Лестер Тајгерс. Нортхемтон је такође два пута освајао челинџ куп и једном титулу шампиона Енглеске. Познати играчи који су играли за Нортхемптон Сеинтс су Крис Ештон, Бен Коен, Стив Томпсон, Шин Ламонт, Карлос Спенсер... Стефен Милер је одиграо највише утакмица за Саинтсе - 153 и постигао највише поена - 1285, а Бен Коен је постигао највише есеја у историји Нортхемтон Сеинтса - 50 есеја.
- Куп европских шампиона у рагбију

- Освајач (1) : 2000.
- Финалиста (1) : 2011.

- Куп европских изазивача у рагбију

- Освајач (2) : 2009, 2014.

- Премијершип

- Шампион (1) : 2014.

Први тим
Дилан Хартли - капитен
Мајк Хејвуд
Киеран Брокс
Алекс Корбисиеро
Герет Денман
Алекс Валер
Етен Валер
Џејмс Крег
Кристијан Деј
Кортни Ловс
Виктор Метфилд
Мајкл Патерсон
Калум Кларк
Џејми Гибсон
Том Вуд
Сем Дикинсон
Ли Диксон
Стефен Милер
Лутер Бурел
Лук Евес
Џорџ Писи
Џорџ Норт
Кен Писи
Бен Фоден
Џејми Елиот
Том Кесел